# Ischnopsyllus liae
Ischnopsyllus liae är en loppart som beskrevs av Jordan 1941. Ischnopsyllus liae ingår i släktet Ischnopsyllus och familjen fladdermusloppor. Inga underarter finns listade i Catalogue of Life.